# Pacific Central Station
Pacific Central Station - stacja kolejowa w Vancouver, w prowincji Kolumbia Brytyjska, w Kanadzie. Stacja jest terminalem dla pociągów VIA Rail: pociągu The Canadian z Toronto, a także dla pociągów Amtrak z Seattle. Stacja została otwarta w 1919. 
Pacific Central Station znajduje się w sąsiedztwie stacji SkyTrain Main Street – Science World Station. 